# Fewjar
Fewjar (gesprochen [fju:ˈʤɑ:r]) ist eine Berliner Musikgruppe, bestehend aus Jakob Joiko, Felix Denzer und Andre Moghimi.

## Geschichte
Fewjar wurde im Winter 2009 von Felix Denzer und Jakob Joiko gegründet. Ihre ersten gemeinsamen Songs unter dem Namen Fewjar nahmen sie als Weihnachtsgeschenk für Freunde und Familie auf. Nach einigen kleineren Auftritten begann das Duo 2010 mit dem Schreiben der Songs für ihr erstes offizielles Album, Journey Of Dam, welches eine Mischung aus Songs und hörspielartigen Interludes war. Das Album wurde im darauffolgenden Jahr veröffentlicht. Zur gleichen Zeit begann die Band, ihren Schaffensprozess auf dem gleichnamigen YouTube-Kanal „Fewjar“ in Vlog-Form zu dokumentieren. Am 13. September 2013 wurde das zweite Album des Duos mit dem Namen AFewSides veröffentlicht.
Nach ihrem Debütauftritt als Eröffnungsakt bei den Videodays 2014 in der Kölner Lanxess Arena spielten sie am 18. Mai 2016 ihr erstes abendfüllendes Konzert im ausverkauften Bi Nuu in Berlin.
Am 28. Oktober 2016 erschien das dritte Album Until. Zu diesem Album fand im November 2016 die erste Deutschland-Tour der Band unter dem Namen Until-Tour statt, welche im Frühjahr 2017 in vier deutschen Großstädten fortgesetzt wurde.
Seit dem 15. Dezember 2017 gilt Andre Moghimi offiziell als drittes Mitglied der Band. Am 25. April 2018 erschien dann ihr erstes Album als Trio, Gamma. Es folgten eine Tour zum Album und im Dezember 2018 die Gamma – Aftermath Tour, die am 22. Dezember 2018 mit ihrem ersten Auslandskonzert in Wien endete.
Am 31. Mai 2019 veröffentlichten Fewjar das Album Blaues Licht, welches der Soundtrack zum gleichnamigen Film von Sophie Sonntag und Rocco und seine Brüder ist. Bei dem Film handelt es sich um ein Mockumentary über die Subkultur von Graffiti-Künstlern. Dem nachempfunden ist auch das Cover des Soundtracks, welches ein wildes Farbenspiel in Blautönen ist. Am 23. Dezember 2020 veröffentlichten Fewjar den Film FEWJAR X ALL FRIENDS X STEGREIF.ORCHESTER – Live at Columbia Theater Berlin 2019, einen Konzertfilm zu ihrem bis dahin größten Konzert, das 2019 in Berlin stattfand.
Pace, das neueste Album der Band, erschien am 29. Oktober 2021. Ab dem 7. April 2022 fand die gleichnamige Tour statt; ein zweiter Teil der Tour fand unter dem Namen „Love & Pace 2022“ im Oktober 2022 statt. Im Oktober 2023 fand anlässlich des 10. Jubiläums von AFewSides eine Tour mit Konzerten in Leipzig, Köln, Hamburg und Berlin statt.

## Stil
Die Gruppe ordnet die eigene Musik unter der selbst erschaffenen Kategorie des „Polygenre“ ein, welches einen Überbegriff für ihre viele Genres umspannende, jedoch meistens am Pop orientierte Musik darstellt. Im Laufe der Jahre entwickelte sich die Stilistik der Band in viele Richtungen; mit jedem Album lassen sich verschiedene Schwerpunkte erkennen.
Orientierte sich das Debüt-Album Journey of Dam nah am Metal, so entwickelte sich der Stil der Band mit AFewSides verstärkt in eine Electro-Pop-Richtung. Das dritte Album Until kombinierte den Electro-Pop mit Elementen des Progressive-Rock und 80er-Jahre Synth-Pop.
Bei Journey of Dam und Until handelt es sich um Konzept-Alben, die jeweils eine zusammenhängende Geschichte erzählen. Journey of Dam erzählt diese Geschichte unter anderem mithilfe von gesprochenen Hörspiel-Interludes, Until verzichtet komplett auf gesprochene Stellen und erzählt die Geschichte nur über die Songs.

## Namensherkunft
Der Name des Projekts setzt sich aus den Namen der beiden Gründungsmitglieder zusammen: Felix Denzer ist das „Few“ und Jakob Joiko ist das „Jar“ von Fewjar. Außerdem erinnert der Klang des Namens an den englischen Begriff future (deutsch: „Zukunft“).

## Liveauftritte
Im Sommer 2016 spielten Fewjar ihr erstes Konzert im ausverkauften Berliner Club Bi Nuu. Dafür stellten sie eine Liveband aus Steven Schuto vom YouTube-Kanal SpaceFrogs, Davis Schulz sowie Andre Moghimi, der damals noch nur als Live-Musiker für die Band agierte, zusammen. Auch Tommy Blackout, der im Song S.p.a.m. mitarbeitete, wirkte beim Konzert mit. Videos ihres ersten Konzertes veröffentlichten sie auf ihrem YouTube-Kanal. Ende 2016 gingen sie zusammen mit Davis Schulz, Michael Goldmann und Andre Moghimi auf Deutschlandtour, die ab April 2017 fortgesetzt wurde.
Ab Mai 2018 begann die „Gamma“ Tour, welche im Dezember 2018 mit dem Titel „Gamma Aftermath“ Tour weitergeführt wurde. Auf dieser wurden 3 unveröffentlichte Songs gespielt (Pace, Sowing Clouds, Alien Disco), welche laut Ankündigung 2021 auf dem Album „Pace“ erscheinen. 2019 spielte Fewjar im Columbia Theater in Berlin unter dem Titel FEWJAR X ALL FRIENDS X STEGREIF.ORCHESTER. Bei diesem Konzert wurden die damaligen und aktuellen Freunde und Feature-Gäste eingeladen. Darunter fallen: Tommy Blackout, Camilla Fascina, Frodoapparat, Sinu, Djin, Ivy Quainoo, Marti Fischer und Davis Schulz sowie das Stegreif Orchester. Nach dem Konzert, gab es eine Aftershow Party, wo die Band mit ihrem Elektro/DJ-Equipment auftrat.

## Webauftritt

### Fewjar
Auf dem Haupt-YouTube-Kanal des Trios finden sich Making-ofs ihrer Alben und ihrer Musikvideos. Des Weiteren laden sie dort auch sogenannte Roomsessions hoch, welche Neuinterpretationen ihrer Songs darstellen. Auch die Musikvideos ihrer anderen Projekte Mhokomo, bestehend aus Jakob Joiko und Andre Moghimi, und DNZR, dem Soloprojekt von Felix Denzer, werden auf diesem Kanal veröffentlicht.

### Sorgenschall
Auf dem Kanal Sorgenschall sind Musik- und Konzertreviews sowie Vlogs zu finden. Auch riefen sie mit diesem Kanal die Aktion Sorgenschall ins Leben, mit der der Absatz von Schallplatten gesteigert werden sollte. Ein weiteres Format auf diesem Channel heißt Track der Woche in welchem sie ihre Freunde nach ihrem Lieblingslied in der Woche fragen. Auch nahmen sie mit ihrem Kanal an der #NoHate-Kampagne teil, welche von Mitgliedern des Vereines 301+ ins Leben gerufen wurde. Hierzu steuerten sie mehrere Videos bei, beispielsweise eine Sonderausgabe des Track der Woche mit dem Namen #NoHate – Songs gegen schlechte Laune. Der Kanal wurde am 2. November 2015 eingestellt.
Der Betrieb des Kanals wurde zwischen dem 30. April und dem 27. November 2018 mit einem veränderten Konzept kurzfristig wieder aufgenommen.

## Diskografie

### Alben
- 2011: Journey of Dam
- 2013: AFewSides
- 2016: Until
- 2018: Gamma
- 2021: Pace
- 2023: Afewsides – Afewyears 2013–2023 (Remastered)

### EPs
- 2014: Roomsessions Pt.1
- 2015: Indigo
- 2017: Levitation EP
- 2019: Gamma Remix EP I
- 2019: Gamma Remix EP II
- 2019: Gamma Remix EP III (feat. Dario Lessing)
- 2020: Live In Berlin No. 1
- 2020: Live In Berlin No. 2
- 2020: Live In Berlin No. 3

### Soundtracks
- 2019: Blaues Licht (Original Motion Picture Soundtrack)

### Singles
- 2012: Tapirsupper
- 2013: S.p.a.m. (feat. Tommy Blackout)
- 2016: Lo (feat. Marti Fischer)
- 2016: Gemini
- 2018: Gamma
- 2018: Treasure
- 2018: Don’t Tell a Weird Weakling (Roomsession)
- 2018: Change / Gizemli Canavar (Roomsession) (feat. Sinu)
- 2018: Onyx Var. 6 (Roomsession) (feat. Stegreif.Orchester)
- 2020: Lateniteaha
- 2020: We Wonder
- 2021: Go For It!
- 2021: Autobahn
- 2021: Yesterday’s Eve (feat. Hugo Kafumbi)
- 2021: All Over (Us)
- 2021: Virtual Kidz
- 2022: Never Stop / Aliendisco
- 2022: Pay Me

### Musikvideos
- 2013: Tapirsupper
- 2013: S.p.a.m. (feat. Tommy Blackout)
- 2014: Cepheus
- 2014: Polemonium (feat. Frodoapparat)
- 2016: Lo (feat. Marti Fischer)
- 2017: Levitation
- 2018: Gamma
- 2018: Treasure
- 2018: Don’t Tell a Weird Weakling
- 2020: Lateniteaha
- 2020: We Wonder
- 2021: Go For It!
- 2021: Autobahn
- 2021: Yesterday’s Eve (feat. Hugo Kafumbi)
- 2021: All Over (Us)
- 2021: Virtual Kidz

## Auszeichnungen
| Jahr | Auszeichnung  | Video                           | Kategorie              | Resultat  |
| ---- | ------------- | ------------------------------- | ---------------------- | --------- |
| 2014 | Webvideopreis | Cepheus (Roomsession)           | Epic                   | Nominiert |
| 2014 | Webvideopreis | S.p.a.m. [feat. Tommy Blackout] | Now playing            | Gewonnen  |
| 2015 | Webvideopreis | Polemonium [feat. Frodo]        | Best Video Of The Year | Nominiert |
| 2015 | Webvideopreis | Polemonium [feat. Frodo]        | Music Video            | Nominiert |
| 2015 | Webvideopreis | Cepheus                         | Music Video            | Nominiert |